# Miguel Ángel Bastenier
Miguel Ángel Bastenier Martínez (Barcelona, septiembre de 1940-Madrid, 28 de abril de 2017) fue un periodista, columnista, editor, autor e historiador hispanocolombiano.

## Biografía
De padre de origen belga y madre española, nació en Barcelona y recibió la nacionalidad colombiana del presidente Uribe en 2003. Era licenciado en Derecho (1962) e Historia (1975) por la Universidad Central de Barcelona, licenciado en Lengua y Literatura inglesa por la Universidad de Cambridge y graduado en Periodismo por la Escuela Oficial de Periodismo de Madrid, (1961). Ha sido director del desaparecido diario Tele Exprés de Barcelona (1977-1979) y subdirector de El Periódico de Catalunya (1979-1982). Trabajó en El País desde 1982, año en que participó en la fundación de la edición para Cataluña de este diario. Además ejerció como profesor de la Escuela de Periodismo de El País; de la Fundación Ortega y Gasset en Historia contemporánea y de la Fundación Gabriel García Márquez para el Nuevo Periodismo Iberoamericano, de Cartagena (Colombia). Fue subdirector encargado de Relaciones Internacionales del diario El País (1993-2006) hasta que pasó a ser editorialista y columnista de dicho periódico. Publicó numerosos artículos en la prensa europea (Libération, Le Monde, The European, Le Point, Le Soir, The Irish Times) y en la mayoría de los periódicos más importantes de América Latina: El Espectador y Semana (Colombia), Folha de Sao Paulo (Brasil), Público (México), Búsqueda (Uruguay) entre otros. Estaba especializado en el conflicto árabe-israelí, sobre el que escribió tres libros, entre los que destacan La guerra de siempre (1999) e Israel-Palestina: la casa de la guerra (2002). También se interesó por los géneros periodísticos y escribió sobre la profesión un Curso de periodismo y Cómo se escribe un periódico. Dirigió varios libros colectivos, entre ellos Grandes Protagonistas del siglo XX (2000). En 2012 recibió el Premio María Moors Cabot por su destacada trayectoria y su contribución a mejorar las relaciones en el continente americano. Falleció en Madrid el 28 de abril de 2017 debido a un cáncer de riñón.

## Obras
- Palestina, el conflicto, Barcelona: ASESA, 1991.
- La Guerra de Siempre: pasado, presente y futuro del conflicto árabe-israelí, Barcelona: Península, 1999.
- Dir. de VV. AA., Grandes Protagonistas del siglo XX, Madrid: Ediciones El País, 1999.
- El Blanco Móvil. Curso de Periodismo, Madrid: Ediciones El País, 2001.
- Israel-Palestina: la casa de la guerra, Madrid: Taurus, 2002.
- Cómo se escribe un periódico: el chip colonial y los medios en América Latina. Bogotá: Fundación Nuevo Periodismo Iberoamericano, 2009.
- "Epílogo" en VV. AA., El momento político en América Latina, Fundación Carolina-Real Instituto El Cano.
- Con José Luis Vidal Coy, Periodismo y censura en las guerras ultramarinas de EEUU en el siglo XX, Murcia: Universidad de Murcia, 2010.